# غجر تونس
يتحدث الغجر في تونس اللغة الدومارية. هاجروا إلى أراضي تونس في اليوم الحاضر من جنوب آسيا، وخاصة من الهند، في العصر البيزنطي. قام الغجر (دومر أو نوار) بفصل أنفسهم لقرون عن الثقافة السائدة في تونس، الذين ينظرون إلى الغجر على أنهم غير شريفاء على الرغم من ذكائهم. تاريخيا، قدم الغجر في تونس الترفيه الموسيقي مثل حفلات الزفاف والاحتفالات الأخرى. يشمل الغجر في تونس مجموعات فرعية مثل نوار وهاليبي وغجر.

## روابط خارجية
- غجر تونس نسخة محفوظة 10 سبتمبر 2019 على موقع واي باك مشين.، مركز دوم للأبحاث